# Пумор
Пумор (мар. Пумыр) — деревня в Моркинском районе Республики Марий Эл. Входит в состав Себеусадского сельского поселения.

## География
Находится в юго-восточной части республики Марий Эл на расстоянии приблизительно 8 км по прямой на северо-запад от районного центра посёлка Морки.

## История
Основана в 1935 году переселенцами из деревни Мизинер, позже переехали несколько семей из других деревень. В 1958 году в деревне имелось 22 двора. В 2004 году в ней находилось 24 дома (в том числе 10 кирпичных). В советское время работали колхозы «Пумыр» и «Коммунизм верч».

## Население
Население составляло 96 человек (мари 99 %) в 2002 году, 76 в 2010.